# 박기준 (1958년)
박기준(朴基俊, 1958년 10월 22일 ~ )은 울산 출신으로 대한민국 부산지방검찰청 검사장을 역임하였고, 현재 변호사이다.

## 약력
- 1977년 - 경북고등학교 졸업
- 1982년 - 성균관대학교 법학 학사,
- 1986년 - 서울대학교 대학원 법학석사
- 2007년 - 동국대학교 대학원 박사과정 수료
- 1982년 - 사법시험 24회 합격, 사법연수원 제14기 수료
- 1985년 - 광주지방검찰청 검사

- 서울중앙, 울산, 의정부, 서울북부, 부산 지방검찰청 부부장. 부장검사, 서울고등검찰청 검사
- 2005년 ~ 2007년 5월 국회 법제사법위원회 전문위원
- 2007년 ~ 2008년 3월 - 서울고등검찰청 송무부장(검사장)
- 2008년 3월, 법무부 범죄예방정책국장
- 2009년 1월, 의정부지방검찰청 검사장
- 2009년 8월, 부산지방검찰청 검사장
- 2011년 5월 변호사 개업 (법무법인 이룸 변호사)
- 대한상사중재원 중재인
- 서울지방국세청 조세 법률고문
- 경기도, 울산광역시 고문변호사
- 2018년 4월 ~ 법무법인 민주 고문변호사
- 한국법죄방지재단 이사

## 업적
박기준은 지방검찰청, 고등검찰청, 대검찰청의 형사, 강력, 특수, 공안, 송무 담당 부서 등에서 검사 및 검찰연구관, 부장검사 등으로 일하면서 범죄척결에 기여한 공로로 1996년에 국민포장을 수훈하였다. 국회 법제사법위원회 전문위원으로 일하면서 2006-7년도에 "국민의형사재판참여에관한법률", "울산과학기술대학교법(UNIST)" 제정 등 입법에 관여하였다. 법무부 범죄예방정책국장으로서 제직하던 2008년도에 "성범죄자 전자발찌"제도를 처음으로 실시하였다. 의정부지방검찰청 검사장으로 재직하던 2009년도에는 경기북부청소년들을 위한 "한북장학재단"을 설립하는데 산파역을 담당하였다. 부산지방검찰청 검사장재직시 중국상해인민검찰원을 방문(2010년)하는 등 한중간의 검찰교류에도 노력하였다. 이후 2011년 변호사로 등록하여 법무법인 소속 변호사로 활동중이다.

## 논란
2010년 4월 해당 인물을 비롯한 법무부측 고위 인사 및 부장검사 100명 이상의 전·현직 검사들은 진주의 건설회사 사장으로 법무부 갱생보호위원을 일하였던 정용재로부터 향응 접대를 받은 걸로 PD수첩을 통해 보도되었다.
정용재는 당시 부산지검에 변호사법위반으로 구속 기소되었고 추가로 총경승진 청탁 명목으로 5,000만원을 받은 사실이 드러나 이를 눈감아 달라고 주임검사와 해당 인물인 부산지검장에게 청탁하다가 거절당했다. 이에 앙심을 품고 당시 광우병 쇠고기 파동으로 검찰에 기소된 PD수첩에 검사들과 알고 지냈다는 사실을 제보하였다. 정용재제보 당시 정용재 본인이 향응을 제공하였다고 하는 인물들의 리스트를 자체적으로 만들었는데 2007년도에도 정용재가 부산지검에 변호사법위반으로 기소되어 법원에서 집행유예 판결을 선고받았을 때 만들어 검찰과 법원 재판부에 제출하였던 바로 그 리스트와 동일하다.
정용재는 추가기소를 면하고자 해당인물의 부산지검에 선처해 달라는 진정을 제기하고서도 불출석한 채 검찰의 선처 처분을 기다렸으나 법대로 추가 기소가 되자 문화방송 PD 수첩에 제보하였는데 문화방송은 2010년 4월 20일에 방송된 PD수첩에서 이 리스트를 대중에게 공개하였다.
정용재는 이후 당초 구속기소된 사기 및 변호사법위반 사건 외에 제보의 동기가 된 변호사법위반 사건이 추가로 병합기소되어 징역형을 선고받고 안동교도소에서 복역하다가 2011년 중순경 출소하였다
당시 PD 수첩 방송 중에 당시 박기준 검사장에게  일방적으로 전화를 걸어와 사실 관계를 확인하던 담당 PD 최승호에게 무례한 말투로 말했다는 것이 논란이 되었다. 말로는 "제가 다른 사람을 통해서 당신한테 경고했을 거야. 그러니까 뻥긋해서 쓸데없는 게 나가면, 물론 내가 형사적인 조치도 할 것이고 그 다음에 민사적으로도 다 조치가 될 거예요." 이어서 박기준 검사장은, "아니, 네가 뭔데? 너 저기 무슨 피디야? 피디가 검사한테 전화해서 왜 확인을 하는데?"라는 발언이 화두가 되었다.
박기준 검사장은 이 부분에 대하여 "정용재는 과거 아는 사람으로서 진주지청 근무시절인 20여년전 및 부산지검 부장검사시절인 7년전에 몇차례례 만나 식사한 일이 있지만, 금품수수수나 성접대를 받은 사실은 전혀 없다. 함께 술마신 것을 성접대라 하니 참으로 어이가 없다. '구속석방 해달라 추가기소 말아달라'는 것을 들어주지 않으니 허위 과장 제보한 것이다",
"정용재의 범법행위를 봐달라는 요구에 굴하지 않고 법과 원칙대로 하였는데 PD가 일방적으로 전화를 걸어왔고 검찰에서 법과 원칙대로 구속기소한 사람의 허위 주장을 여과없이 묻는 PD에게 불편하였지만 정중하게 설명하였으나 다시 전화를 걸어와 감정을 자극하기에 나무란 것인데 승락없이 전화를 녹음하였고, 이를 악마의 짜깁기 편집하여 PD가 왜곡 허위 보도하였다"고 해명하였다
2010년 6월 24일 법무부는 PD 수첩에서 접대 대상자로 언급된 방송 박기준과 한승철(방송 당시 대검찰청 감찰부장)에게 면직 결정을 내렸다. 법무부에서는 이례적으로 평소의 양정과 달리 중징계를 하였다고 밝혔다, 일부에서는 징계 수위와 관련해 면직은 해임과 달리 변호사 개업에 제한이 전혀 없어 수위가 낮다는 지적을 하기도 했다.
2010년 9월 28일 스폰서 검사' 의혹을 수사해 온 민경식 특별검사팀은 의혹의 몸통으로 지목됐던 황희철 법무부 차관과 박기준 전 부산지검장을 무혐의 처분하고, 한승철 전 대검찰청 감찰부장 등 4명을 뇌물수수 혐의 등으로 기소했다.
민경식 특검은 "혐의를 받은 검사들의 뇌물 액수가 검찰의 일반적인 처리기준에 비해 매우 적었지만, 특검의 취지를 고려해 기소대상자를 선정했다"며 "대법원 판결 등을 충분히 검토해 사법처리했다"고 밝혔다.